# Пам Шрайвър
Памела Хауърд Шрайвър Лейзънби (на английски: Pamela Howard Shriver Lazenby) е бивша професионална тенисистка и днес спортен коментатор в САЩ.
През 80-те и 90-те години тя печели 133 титли от най-високо ниво, включително 21 титли на двойки (жени) и 1 титла на смесени двойки от турнири на Големия шлем. Също така печели на двойки златен медал от Олимпийските игри в Сеул, партнирайки си със Зина Гарисън, макар че обикновено нейна партньорка е Мартина Навратилова.